# レンタル・チルドレン
『レンタルチルドレン』は、2006年に幻冬舎から発売された山田悠介の小説。

## ストーリー
主人公・里谷泰史は妻・冬美と堅苦しい日々を過ごしていた。会話も少なく、ただ流れる一日。その原因は2人の息子・優が病気で亡くなったことだった。
そんな中、大金を払うことで子供を「借りる」ことができ、さらには「買う」ことができる会社の存在を泰史は知る。
そこで死んだ優にそっくりな子供を見つけ、レンタル1日後に1千万円で買うことにする。借りてきたその子は耳が不自由ではあったものの、冬美は元気を取り戻し安心していた。
しかしその矢先、優の身体に異変が起こる。以前の面影がなくなるほど、優は醜い姿に変貌していた。主人公は怖くなり、ついにはその子をレンタル会社「P.I」に戻すことを決意する。しかし子供は、靴がぼろぼろになるまで何度も歩いて家に帰ってきてしまう。恐怖に悩まされる毎日の中で、泰史は掲示板を通じてある人物と出会う。泰史が辿りついた事実とは…。

## 書籍情報
- 単行本：幻冬舎 2006年1月25日発売、ISBN 4344011015
- 文庫版：幻冬舎〈幻冬舎文庫〉 2008年4月7日発売、ISBN 9784344411234
- 電子書籍：幻冬舎 2011年5月6日発売